# Avenida Atlântica (São Paulo)

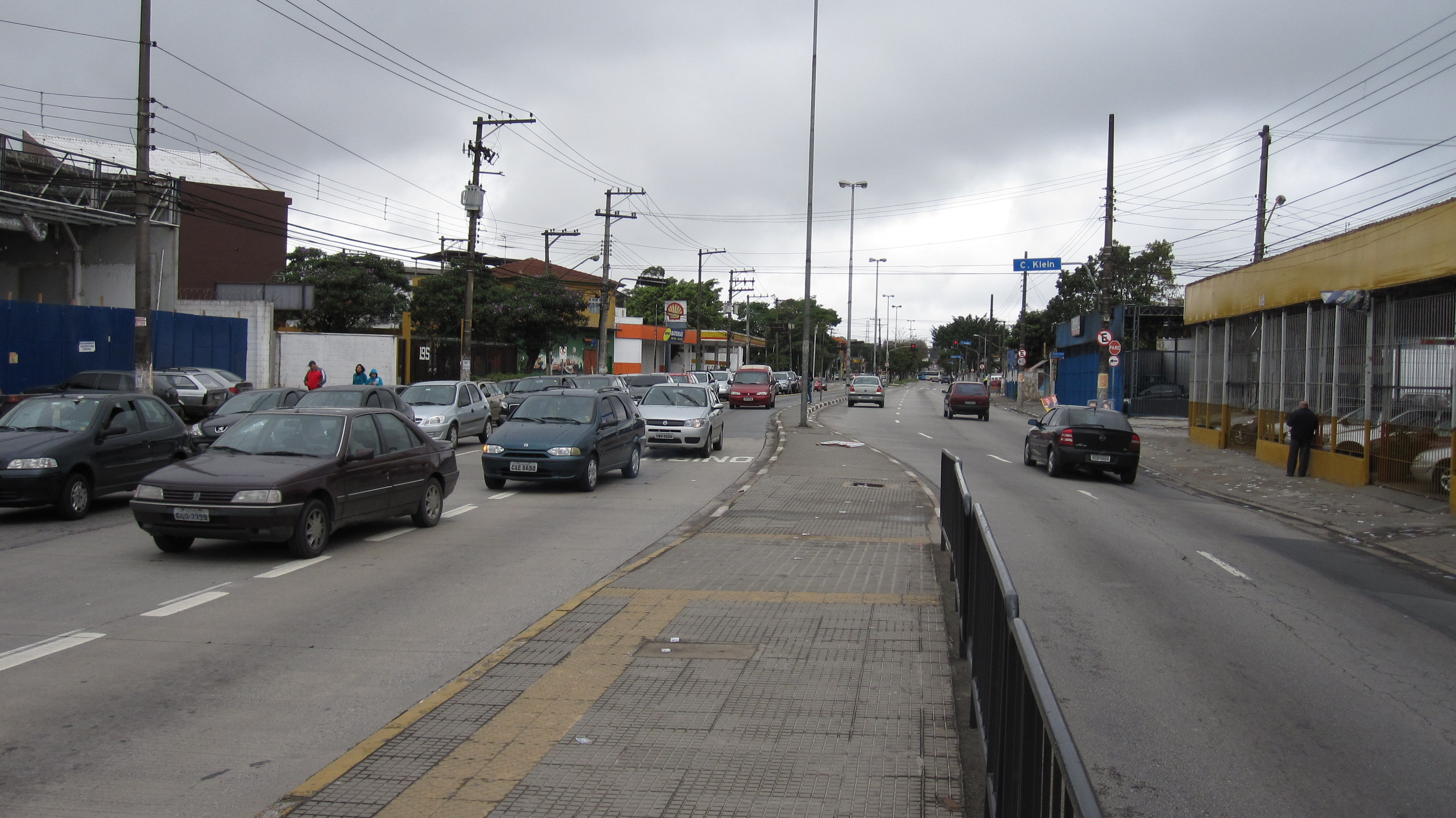
Vista da avenida, sentido Socorro

Avenida Atlântica é uma importante via do subúrbio da zona sul de São Paulo, Brasil. Conhecida então informalmente como avenida Atlântica, foi oficializada com o nome de Avenida Robert Kennedy em 1979, homenagem do então prefeito da cidade, Olavo Setúbal, ao senador americano homónimo, assassinado em 1968. Em 2010, voltou a se chamar Atlântica. A Avenida Atlântica fica situada nas redondezas da Represa de Guarapiranga.
Liga o Largo do Socorro à Avenida Senador Teotônio Vilela, sendo uma importante via da região do extremo sul de São Paulo. Faz ligação dos distritos de Santo Amaro e Socorro a Cidade Dutra e Grajaú. A avenida beira a Represa de Guarapiranga, passando pelos bairros de Interlagos, Veleiros e Santa Helena e conta com o Corredor Parelheiros-Rio Bonito-Santo Amaro, fast foods, casas de show, praças, etc.
Em dezembro de 2009, a avenida foi decorada para as festas de fim de ano.
Durante celebrações de fim de ano, é instalada uma das grandes árvores de Natal da cidade, a Árvore de Natal da Guarapiranga, entre a própria avenida e a represa.
Na avenida está sendo construído um novo shopping center, o Veleiros Plaza Shopping, onde se localizava o antigo Clube Cafe.

## História da Avenida

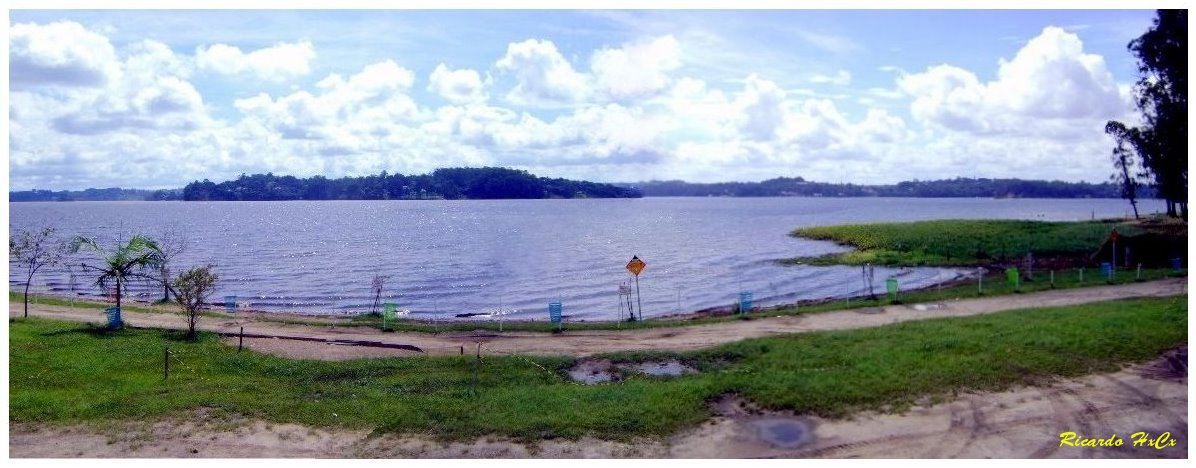
Margem da Represa de Guarapiranga

Em 1927 ocorreu um fato histórico na represa de Guarapiranga, o local foi submetido a um pouso forçado. O ocorrido era sobre um importante marco para a aviação mundial que era a primeira travessia do Atlântico sem suporte marítimo, os pilotos do aviões eram Francisco Di Pinedo comandante da força aérea Italiana e João Ribeiro de Barros comandante aéreo brasileiro.  Tamanho foi a repercussão que trouxe a São Paulo, Francesco Matarazzo a Santo Amaro, e então por conta do que aconteceu foi realizado por Ottone Zorlini um artista italiano, em 1929 um monumento de nome "Monumento dos Aviadores" localizado no parque da Barragem, na represa de Guarapiranga.
Na década de 60, na época aconteceu a mudança do nome da avenida de Av. Atlântica para Av. Robert Kennedy que era uma homenagem ao irmao do presidente americano John Kennedy que estava de passagem pelo Brasil.
Em contrapartida a  Lei nº 14.454, de 27 de junho 2007, restringe a modificação de nomes estrangeiros em ruas, avenidas, praças e logradouros públicos em língua diferente da nacional. Portanto assim voltando a ser Avenida Atlântica.

## Parque Praia São Paulo
Localizado na altura do nº3.540 da Av. Atlântica, o parque foi implantado em parceria com Prefeitura Regional da Capela do Socorro,  apresenta seu primeiro trecho conhecido como Praia do Sol e foi inaugurado em 26 de julho de 2009.

### Infraestrutura
Possuindo playground infantil e da longevidade, pistas de caminhada, áreas de plantio de árvores nativas, ciclovia, área para banhistas, quadras de areia e sanitários, é um parque voltado para o lazer, contemplação e práticas de esporte. Sua área abrange cerca de 168.700 (cento e sessenta e oito mil e setecentos) m² da orla da Represa de Guarapiranga, integrando o Projeto Orla do Guarapiranga.

### Flora
Dentre as espécies de vegetação terrestre presentes estão árvore-polvo, figueira-benjamim, areca-bambu, capixingui, falsa-seringueira, copaíba, jasmim-manga, iúca, seafórtia, jerivá, maricá, romãzeira e palmatória. Já entre as aquáticas então gramíneas e maciços de cataia.

### Fauna
Estima-se que 50 espécies de aves foram vistas, em sua maioria de áreas abertas e aquáticas. As mais observadas nas áreas úmidas são frangos-d'água, biguás, pernilongo-de-costas-brancas, marrecas silvestres, mergulhão-caçador, socós e garças. Dentre as de áreas abertas são notadas o anu-branco, caracará, pica-pau-do campo, sabiás e coleirinho. Eventualmente aparecem colhereiros, sendo notados pela plumagem rosada e bico no formato de colher. Maçaricos e Batuiruçus são vistos de passagem no parque durante suas jornadas migratórias vindas do Hemisfério Norte.

### Acesso
O acesso ao parque pode ser feito por ônibus, metrô ou ciclovias.
As estações de metrô e trem mais próximas são Estação Santo Amaro, presente na Linha 5- lilas do metrô ou linha 9 esmeralda da Cptm.
Os ônibus que melhor dão acesso ao parque são as de números 6913-10 TERMINAL BANDEIRA / TERMINAL VARGINHA 6960-10 Terminal Varginha - Terminal Santo Amaro, 6000-10 Terminal Parelheiros - Terminal Santo Amaro, 6970-10 Terminal Grajaú - Terminal Santo Amaro e 6913-21 Terminal Varginha - Itaim Bibi (circular).

## Pontos de interesse
A Avenida Atlântica possui diversos pontos de interesse:
- Vila Carioca Interlagos
- Coração Sertanejo Bares e Restaurantes
- Posto de Bombeiros Salvamento Aquático
- Clube Atlético de São Paulo
- Casa da Pizza
- Polícia Militar do Estado de São Paulo